# Camille d'Hostun
Pour les articles homonymes, voir Tallard.
Camille d'Hostun de La Baume, duc d'Hostun, comte de Tallard, baron d'Arlan, seigneur de la Terre d'Eymeu et seigneur du duché de Lesdiguières, né le 14 février 1652 à Lyon et mort à Paris le 20 mars 1728, est un militaire français, maréchal de France.

## Biographie

### Origines
Camille d'Hostun est le fils de Roger d'Hostun de La Baume, marquis de la Baume-d'Hostun, et de Catherine de Bonne d'Auriac de Tallard (fille d'Alexandre de Bonne, et de Marie de Neufville-Villeroy).

### Carrière militaire
Il entame sa carrière militaire en tant que guidon de la compagnie des gendarmes anglois . Maître de camp du régiment Royal-Cravates cavalerie en 1665, il prend part à la Guerre de Hollande sous les ordres du prince de Condé en 1672. Selon Aubert de La Chesnaye des Bois, « il se trouva dans toutes les occasions d'honneur où il put acquérir de la gloire ». Il se signale en Alsace en 1674, alors qu'il sert sous les ordres de Turenne, notamment lors de la bataille de Seneffe. Il commande ensuite un corps de bataille lors des combats de Mülhausen et d'Urchem et participe aux campagnes de 1675 et 1676. Nommé brigadier l'année suivante, Tallard continue à servir jusqu'à la paix de Nimègue en 1678. Il prend part au siège de Courtrai en 1683 et à celui de Luxembourg l'année suivante.
Il est promu maréchal de camp en 1688. Il participe à la guerre de la Ligue d'Augsbourg et franchit le Rhin pour piller le Palatinat en 1691. Lors de cette campagne, les troupes du roi de France battent celles de l'électeur de Saxe Christian Ier ainsi que celles du prince de Wurtemberg. Tallard participe également au siège d'Ebersboug, où il est blessé, et à l'attaque du château de Rheinfels. Il est nommé lieutenant général des armées du roi en 1693, avant d'être envoyé pendant deux ans comme ambassadeur extraordinaire à Londres. À son retour, il est décoré du collier des ordres de Saint-Michel et du Saint-Esprit et nommé gouverneur du pays de Foix, rattaché au domaine royal depuis 1607.
Il participe à la guerre de Succession d'Espagne. En 1702, il dirige des troupes sur les bords du Rhin et devient maréchal de France le 14 janvier 1703. Durant la campagne de 1703, il fait lever le siège du château de Traerbach. Sous les ordres du duc de Bourgogne, il prend les villes de Brisach et de Landau le 6 septembre, et remporte la bataille de Spire le 15 novembre sur le prince de Hesse-Cassel et le prince de Nassau-Weilbourg. En 1704, il assiège la ville de Villingen avec une armée de 29 000 hommes. Épaulé par les 34 000 hommes de Maximilien-Emmanuel de Bavière, électeur de Bavière, il combat les troupes anglo-autrichiennes commandées par le duc de Marlborough et Eugène de Savoie au cours de la bataille de Blenheim. Vaincu, il est fait prisonnier le 13 août 1704 et conduit à Nottingham, en Angleterre, où il reste prisonnier jusqu’au mois de novembre 1711. Sans doute chargé de mission, Aubry de La Mottraye lui rendit visite.
Pendant sa détention, Louis XIV lui octroie le gouvernement de la Franche-Comté. Il devient duc d'Hostun en mars 1712 et membre du Conseil de régence en 1717. En 1723, il devient membre honoraire de l'Académie des sciences dont il est président en 1724. Il est enfin nommé ministre d'État en 1726. Le maréchal de Tallard meurt à Paris le 20 mars 1728, à l'âge de 76 ans. Il est enterré en l'église des Dames de Sainte-Elizabeth, rue du Temple à Paris.

## Famille et descendance
Il épouse, le 28 décembre 1677, Marie-Catherine de Grolée de Viriville-La Tivolière, fille de Charles de Grolée, comte de Viriville-La Tivolière, comte de Chastonnay et de Beaurepaire, gouverneur de la ville et de la citadelle de Montélimar, et de dame Catherine de Dorgeoise. Elle meurt le 30 mai 1701 à l'âge de 48 ans.
Ensemble, ils ont deux fils et une fille :
- François d'Hostun, marquis de La Baume. Maître de camp d'un régiment de cavalerie, brigadier des armées du Roi. Il meurt à Strasbourg le 20 septembre 1704 des blessures reçues à la bataille de Höchstädt
- Marie Joseph d'Hostun de La Baume-Tallard, duc d'Hostun, comte de Tallard, né en 1683 - 6 ou 9 septembre 1755. Marié à Marie Isabelle de Rohan (en), fille d'Hercule Mériadec, duc de Rohan-Rohan et prince de Soubise et d'Anne Geneviève de Lévis, fille de Madame de Ventadour. Marie Isabelle était la gouvernante des enfants royaux de Louis XV entre 1735 et 1754 . Ils eurent un fils, Louis-Charles-Joseph, d'Hostun, dernier duc d'Hostun. Marie Joseph d'Hostun prendra la suite de son père comme gouverneur de Franche-Comté, de 1728 à 1755.
- Catherine Ferdinande. Elle épouse, le 18 mai 1704, au château de Bouthéon, Gabriel-Alphonse de Sassenage, marquis de Sassenage, seigneur de Virey et de Bruslon, marquis de Pont en Royans, seigneur d'Iseron et de Vourey.